# Kurt Willvonseder
Kurt Willvonseder (* 10. März 1903 in Salzburg; † 3. November 1968 ebenda) war ein österreichischer Prähistoriker und langjähriger Leiter des Salzburger Museums Carolino Augusteum.

## Leben
Kurt Willvonseder war Sohn des Apothekers Franz Willvonseder (1954 verstorben, Inhaber der Hofapotheke Salzburg) und dessen Ehefrau Helene, geborene Markowitz. Am Salzburger Staatsgymnasium legte er 1922 die Matura ab. Anschließend studierte er Germanische Philologie sowie Altertumskunde an der Universität Wien und wechselte 1925 an die Universität Stockholm, wo er sich der Skandinavistik widmete. 1926 kehrte er nach Wien zurück, wo er Urgeschichte studierte und bei Oswald Menghin 1929 zum Dr. phil. promoviert wurde. Von 1930 bis 1937 war er als außerordentlicher Assistent am Urgeschichtlichen Institut der Universität Wien tätig. 1937 habilitierte er sich in Wien für Urgeschichte und hielt dort seitdem als Privatdozent Vorlesungen. Von 1937 bis 1939 war er wissenschaftlicher Assistent an der Zentralstelle für Denkmalschutz, wo er bereits seit 1934 beim Prähistorischen Referat mitgearbeitet hatte. Er gehörte dem sogenannten Spannkreis an und war 1934/35 Mitarbeiter der Fachzeitschrift Ständisches Leben.
Nach dem Anschluss Österreichs an das Deutsche Reich wurde er zum 30. Januar 1939 im Rang eines SS-Untersturmführers in die SS aufgenommen (SS-Nummer 314.000), bei der er 1941 bis zum SS-Obersturmführer aufstieg. Zum 1. Januar 1941 trat er zudem der NSDAP bei (Mitgliedsnummer 8.466.122). Offiziell seit Ende März 1939 war er Mitarbeiter sowie Vertrauensmann der Forschungsgemeinschaft Deutsches Ahnenerbe e. V. und nahm Katalogisierungen von Kulturgütern beziehungsweise vorgeschichtliche Ausgrabungen während des Zweiten Weltkrieges unter anderem in der Slowakei (Grabungen in Dolní Věstonice) beziehungsweise Serbien vor. Für Ausgrabungen im urnenfelderzeitlichen Gräberfeld in Gusen ließ er auch Häftlinge aus dem KZ Gusen einsetzen. Er sei – so seine Rechtfertigung nach Kriegsende – Mitglied der SS geworden, um „mich einer Auswirkung“ des Amtes Rosenberg „und damit auch des Reichsamtsleiters Prof. Reinerth [...] in meiner Eigenschaft als Bodendenkmalpfleger in führender Stellung [...] zu widersetzen.“
Ab Herbst 1939 leitete er kommissarisch die Abteilung für Vor- und Frühgeschichte am Wiener Institut für Denkmalpflege. 1940 war er kurzzeitig als Professor am Institut für Ur- und Frühgeschichte der Universität Innsbruck tätig. Ab Januar 1941 war er „Gaupfleger der Bodenaltertümer in den Reichsgauen Niederdonau und Wien“. Im Juli 1942 wurde er als SS-Mitglied des Ahnenerbes zur Waffen-SS einberufen, erhielt aber nach wenigen Tagen bereits Sonderurlaub. Nach einigen Wochen Dienst als Funker in der 1. SS-Gebirgs-Nachrichten-Ersatzabteilung wurde er Ende September 1942 in die Stabsabteilung des Persönlichen Stabes Reichsführer SS in Berlin versetzt und im November 1942 zur Militärverwaltung Serbien Abteilung Denkmalpflege nach Belgrad abkommandiert. Im Januar 1943 wurde er an der Universität Wien zum außerordentlichen Professor für Vor- und Frühgeschichte ernannt, zuvor hatte sich bereits der Geschäftsführer des SS-Ahnenerbes Wolfram Sievers für seine Berufung eingesetzt. Er gab die Fachzeitschrift Materialien zur Urgeschichte der Ostmark heraus.
Nach Kriegsende wurde er aufgrund seiner Mitgliedschaft in NS-Organisationen als politisch belastet aus dem Hochschuldienst entlassen, und ihm wurde zudem die Lehrbefugnis entzogen. Durch den österreichischen Bundespräsidenten wurde er nach mehreren Eingaben 1954 begnadigt und war seitdem Direktor des Salzburger Museums Carolino Augusteum, das aufgrund kriegsbedingter Zerstörungen erst 1967 wieder eröffnet wurde. An der Universität Salzburg war er ab 1964 als Lehrbeauftragter, habilitierte sich dort 1966 erneut und lehrte ab 1967 an der Universität Salzburg als außerordentlicher Professor für Ur- und Frühgeschichte. Ab 1965 gehörte er dem International Council of Museums der UNESCO an. Seit 1934 war er mit Paula, geborene Duschner, verheiratet. Nach seinem Tod hielt die Landesregierung in Salzburg eine Gedenkminute ab.

## Schriften (Auswahl)
- Der Unterberg und seine Sagen. Ein Beitrag zur Salzburger Heimatkunde. 1. und 2. Teil. Philosophische Dissertation an der Universität Wien, Wien [1928], Maschinenschrift.
- Oberösterreich in der Urzeit. 100 Abbildungen mit 303 Figuren und 4 Karten, Dr. Eduard Stepan, Wien 1933 (= Deutsches Vaterland. Österreichs Zeitschrift von Heimat und Volk. Jahrgang 14).
- Zwerndorf an der March. Ein neuer ur- und frühgeschichtlicher Fundort in Niederösterreich. In: Mitteilungen der Anthropologischen Gesellschaft in Wien, 63. Band, 1933, S. 17–27
- Die mittlere Bronzezeit in Österreich, Anton Schroll / Heinrich Keller, Wien / Leipzig 1937 (= Bücher zur Ur- und Frühgeschichte 3–4), 2 Bände, Band 1: Darstellung.  Band 2: Verzeichnisse und Tafeln (zugleich Habilitationsschrift an der Universität Wien 1937)
- Urgeschichte des Kreises Wels im Gau Oberdonau mit einem Anhang: Urgeschichtliche Funde aus anderen Gebieten im Städtischen Museum Wels. Ahnenerbe-Stiftung-Verlag, Berlin 1939 (= Materialien zur Urgeschichte der Ostmark 7).
- Beiträge zur Vorgeschichte des westlichen Pustertals, Universitätsverlag Wagner, Innsbruck 1950 (= Schlern-Schriften 70). Enthält Robert Winkler: Der Bronzen-Depotfund von Obervintl. – Kurt Willvonseder: Latènezeitliche Funde von Sonnenburg
- Felix Milleker (1858–1942) und sein literarisches Schaffen, Donauschwäbische Verlagsgesellschaft, Salzburg 1953 (= Donauschwäbische Beiträge 7).
- Keltische Kunst in Salzburg. 30. Sonderausstellung des Salzburger Museums Carolino Augusteum, Salzburg, Museumspavillon im Mirabellgarten Juni bis September 1960, Hallein Oktober 1960. [Salzburger Museum Carolino Augusteum], Salzburg 1960 (= Schriftenreihe des Salzburger Museums Carolino Augusteum. Band 2 / Sonderausstellung des Salzburger Museums Carolino Augusteum 30).
- Martin Hell und die ur- und frühgeschichtliche Forschung in Salzburg. In: Mitteilungen der Gesellschaft für Salzburger Landeskunde. 101. Band, 1961, S. 91–112 (zobodat.at [PDF]).
- Herman Kruyder 1881–1935. Gemälde, Aquarelle, Zeichnungen. Salzburger Museum Carolino Augusteum, Museumspavillon im Mirabellgarten, 29. September bis 25. Oktober 1964. Haarlemer Kulturtage Salzburg 1964 (Redaktion Kurt Willvonseder). Kulturamt der Stadt Salzburg, Salzburg 1964.
- Die jungsteinzeitlichen und bronzezeitlichen Pfahlbauten des Attersees in Oberösterreich. Mit einem Vorwort von Richard Pittioni. Böhlau, Graz/Wien/Köln 1968 (= Mitteilungen der Prähistorischen Kommission der Österreichischen Akademie der Wissenschaften 11/12, 1963/68).